# Joaquim Falcão
Joaquim de Arruda Falcão Neto GOM • ComMM (Rio de Janeiro, 10 de setembro de 1943) é um professor, acadêmico, advogado, educador e escritor brasileiro. Foi eleito, no dia 19 de abril de 2018, o sexto acadêmico da cadeira 3 da Academia Brasileira de Letras. Assumiu a cadeira em 23 de novembro de 2018.

## Biografia
Graduado em direito pela Pontifícia Universidade Católica do Rio de Janeiro (PUC-Rio), é mestre em direito pela Universidade Harvard e doutor em educação pela Universidade de Genebra.  
Entre 1986 e 1987 exerceu a presidência da Fundação Nacional Pró-Memória, atual IPHAN. Posteriormente dirigiu a Fundação Roberto Marinho e foi um dos responsáveis pela criação do Globo Ecologia e do Futura, além do Telecurso 2000. Também atuou no Conselho Nacional de Justiça.
Em 1987, foi admitido pelo presidente Mário Soares de Portugal à Ordem do Mérito no grau de Grande-Oficial. Em 1996, foi admitido por Fernando Henrique Cardoso à Ordem do Mérito Militar no grau de Comendador especial.
Em 1995, foi feito por FHC conselheiro consultivo do Programa Comunidade Solidária da Casa Civil. No ano seguinte, foi nomeado pelo presidente conselheiro de Reforma do Estado do Ministério da Administração Federal. Em 1997, tornou-se membro do Conselho Consultivo do IPHAN, no âmbito do Ministério da Cultura.
Fundou, em 2002, a Escola de Direito do Rio de Janeiro, da Fundação Getulio Vargas (FGV Direito Rio), da qual foi diretor até 2017.
Foi um dos integrantes da primeira composição do Conselho Nacional de Justiça, indicado em vaga destinada a cidadão de notório saber jurídico e reputação ilibada apontado pelo Senado Federal do Brasil. Tomou posse em 14 de junho de 2005 e foi reconduzido para um segundo mandato em 26 de junho de 2007.
É autor dos livros “A favor da democracia” (2004), “Mensalão: Diário de um julgamento” (2013) e “Reforma eleitoral no Brasil” (2015).